# SDA Tennis Open
SDA Tennis Open – męski turniej tenisowy rangi ATP Challenger Tour, rozgrywany na kortach ceglanych w belgijskim Grez-Doiceau. Odbyła się tylko jedna edycja zawodów, w dniach 16–22 lipca 2012 roku.

## Mecze finałowe

### Gra pojedyncza
| Rok  | Mistrz           | Finalista      | Wynik         |
| 2012 | Thiemo de Bakker | Victor Hănescu | 6:4, 3:6, 7:5 |

### Gra podwójna
| Rok  | Mistrzowie                   | Finaliści                   | Wynik    |
| 2012 | André Ghem Marco Trungelliti | Facundo Bagnis Pablo Galdón | 6:1, 6:2 |